# Katafa
Katafa é um género botânico pertencente à família Celastraceae.